# Parapiesma salsolae
Parapiesma salsolae är en insektsart som först beskrevs av Becker 1867.  Parapiesma salsolae ingår i släktet Parapiesma, och familjen mållskinnbaggar. Arten har ej påträffats i Sverige.